# Monochaetum discolor
Monochaetum discolor là một loài thực vật có hoa trong họ Mua. Loài này được H. Karst. ex Triana mô tả khoa học đầu tiên năm 1871.